# قاي بريستو
قاي بريستو (بالإنجليزية: Guy Bristow)‏ هو لاعب كرة قدم بريطاني في مركز قلب الدفاع، ولد في 23 أكتوبر 1955 في كينغزبري في المملكة المتحدة. لعب مع نادي واتفورد.